# Суперделокалізовність
Суперделокалізовність (рос. сверхделокализация, англ. superdelocalisability) — квантово-хімічний індекс Sr, що визначається як сума квадратів коефіцієнтів Crj атомної орбіталі r в j молекулярних орбіталях та енергій цих орбіталей.
У випадку електрофільної атаки підсумовування здійснюється по всіх зайнятих орбіталях та по усіх незайнятих орбіталях для нуклеофільної атаки.